# 46280 Холлар
46280 Холлар (46280 Hollar) — астероїд головного поясу, відкритий 21 травня 2001 року.
Тіссеранів параметр щодо Юпітера — 3,324.